# Białobrzegi
Białobrzegi é um município da Polônia, na voivodia da Mazóvia e no condado de Białobrzegi. Estende-se por uma área de 7,51 km², com 7 056 habitantes, segundo os censos de 2016, com uma densidade de 939,5 hab/km².